# Diplolaena angustifolia
Diplolaena angustifolia är en vinruteväxtart som beskrevs av William Jackson Hooker. Diplolaena angustifolia ingår i släktet Diplolaena och familjen vinruteväxter. Inga underarter finns listade i Catalogue of Life.